# Best of the West
Best of the West est une sitcom américaine en 22 épisodes de 25 minutes créée par Earl Pomerantz et diffusée entre le 10 septembre 1981 et le 26 février 1982, et les trois derniers épisodes du 7 au 21 juin 1982, sur le réseau ABC.
Cette série est inédite dans tous les pays francophones.

## Distribution

### Acteurs principaux
- Joel Higgins : Marshall Sam Best
- Carlene Watkins (en) : Elvira Best
- Meeno Peluce (en) : Daniel Best
- Valri Bromfield (en) : Laney Gibbs
- Tom Ewell : Doc Kullens
- Leonard Frey : Parker Tillman
- Tracey Walter : Frog Rothchild Jr.

### Acteurs récurrents
- Macon McCalman : Maire Fletcher
- Christopher Lloyd : The Calico Kid

### Invités
- Susan Ruttan : la femme enceinte
- Patrick Cranshaw : Bob
- Frank Marth : Kinkaid
- Brad Sullivan : Lance
- Andy Griffith : Lamont Devereaux
- Eve Brent : Lilly Devereaux
- Bill Hart : Dirty Jack Peckinpaugh
- Jonathan Banks : Hombre
- Art LaFleur : Dooley Wainright
- Al Lewis : le juge
- Richard Moll : un prisonnier
- Slim Pickens : Shérif Ben Lattimer
- John Randolph : le PDG
- Betty White : Amanda Tremaine
- Barbara Babcock
- Dixie Carter : Mae Markham
- Chuck Connors
- Jack O'Halloran
- Joe Regalbuto : Frances
- Ian Wolfe : le révérend

## Production

### Fiche technique
- Titre : Best of the West
- Création : Earl Pomerantz
- Réalisation : Howard Storm, Stan Daniels, James Burrows, Jeff Chambers, Ed. Weinberger, Michael Lessac, Will Mackenzie, Doug Rogers et Tom Trbovich
- Scénario : Earl Pomerantz, David Lloyd, Michael Leeson, Mitch Markowitz, Chip Keyes, Doug Keyes, Sy Rosen et Sam Simon
- Direction artistique : Kenneth A. Reid et Tommy Goetz
- Photographie : Leonard J. South
- Montage : Douglas Hines et Ronald Sinclair
- Musique : Roger Steinman et Rex Allen
- Production : David Lloyd, Ronald E. Frazier et Dennis Klein
  - Production exécutive : Earl Pomerantz
  - Production associée : Jack Michon et Greg Nierman
- Société de production : Weinberger/Daniels Productions
- Société de distribution : Paramount Television et American Broadcasting Company
- Pays d'origine :  États-Unis
- Langue originale : anglais
- Format : couleur - 1,78:1 - son Dolby Digital
- Genre : Sitcom
- Durée : 30 minutes

 Sauf indication contraire, les informations mentionnées dans cette section peuvent être confirmées par la base de données cinématographiques IMDb,  présente dans la section « Liens externes ».

## Épisodes
1. Pilot
2. The Prisoner
3. Mail Order Bride
4. The Calico Kid Returns
5. The Reunion
6. They're Hanging Parker Tillman: Part 1
7. They're Hanging Parker Tillman: Part 2
8. The New Marshal
9. Daniel's First Love
10. Laney in Love
11. The Railroad
12. The New Jail
13. A Man, a Woman and a Horse
14. Frog's First Gunfight
15. The Calico Kid Goes to School
16. Tillman Held for Ransom
17. The Cave-In
18. Daniel Fights a Bully
19. The Pretty Prisoner
20. Elvira's Old Beau
21. Sam's Life Is Threatened
22. The Funeral